# 克里斯托弗·泰勒
克里斯托弗·泰勒（英語：Christopher Taylor，1999年10月1日—），牙买加男子田径运动员，2016年世界U20田径锦标赛男子4×400米接力铜牌得主、2018年世界U20田径锦标赛男子400米和男子4×100米接力银牌得主、2022年世界田径锦标赛男子4×400米接力银牌得主。